# Jakob II. von Avesnes
Jakob von Avesnes (franz.: Jacques d’Avesnes; † vor 1209) war ein Ritter des vierten Kreuzzuges. Er war wohl der Sohn des Jakob von Avesnes aus dem Hennegau, welcher ein prominenter Protagonist des dritten Kreuzzuges war.
Jakob nahm am 23. Februar 1200 zusammen mit Graf Balduin IX. von Flandern-Hennegau das Kreuz zum vierten Kreuzzug. Im Verlauf des Unternehmens gehörte er zu jenen Rittern, die auf der Insel Korfu ihre Stimme gegen die Umleitung des Kreuzzuges nach Konstantinopel erhoben, aber von den Anführern wieder umgestimmt werden konnten. Während der Belagerung von Konstantinopel unternahm er im Frühjahr 1204 mit Heinrich von Flandern einen erfolgreichen Eroberungszug nach Philia (heute Şile) am schwarzen Meer.
Nach der Eroberung von Konstantinopel schloss sich Jakob dem Gefolge des Bonifatius von Montferrat an, der zum König von Thessaloniki aufgestiegen war. Auf ihrem gemeinsamen Zug nach Altgriechenland, zur Bekämpfung des Leon Sgouros, erhielt Jakob von Bonifatius im Frühjahr 1205 die Insel Euböa (Herrschaft von Negroponte) als Lehen übertragen. Er betrat die Insel nur kurz um den Bau einer Burg in Chalkis anzuordnen, schloss sich dann aber wieder dem Heer des Bonifatius an. Noch im selben Jahr nahm Jakob die Unterstadt von Korinth ein und belagerte Leon Sgouros auf Akrokorinth. Dabei gelang es ihm einen Ausfallversuch der Belagerten zurückzuschlagen, wobei er am Bein schwer verwundet wurde.
Mit der Erlaubnis seines Lehnsherrn teilte Jakob im August 1205 Euböa in drei Afterlehen ein, die er an lombardische Ritter vergab. Den Süden (Karystos) vergab er an Ravano dalle Carceri, den mittleren Teil (Chalkis) an dessen Verwandten Gilberto da Verona und den Norden (Oreos) an Pegoraro dei Pegorari. Damit wurde die Dreiherrschaft (gen: triarchs, terzieri oder tierciers) von Euböa begründet, die bis zur Eroberung der Insel durch die Osmanen 1470 Bestand hatte. Jakob selbst blieb der Oberherr der Insel, bis er kurz vor oder im Jahr 1209 verstarb. Da Pegoraro zu diesem Zeitpunkt bereits in seine lombardische Heimat zurückgereist und Gilberto gestorben war, übernahm Ravano dalle Carceri die Herrschaft auf der gesamten Insel.